# 拉埃斯佩蘭薩 (克薩爾特南戈省)
拉埃斯佩蘭薩是危地馬拉的城鎮，由克薩爾特南戈省負責管轄，位於該國西南部，距離首府克薩爾特南戈5公里，始建於1910年，面積32平方公里，海拔高度2,465米，2002年人口14,497。

## 外部連結
- La Esperanza website （页面存档备份，存于）